# دونالد ميلان
دونالد ميلان (بالإسبانية: Donald Millan)‏ هو لاعب كرة قدم كولومبي في مركز الوسط، ولد في 21 مارس 1986 في مدينة كالي في كولومبيا. لعب مع أتليتيكو هويلا وأمريكا دي كالي وديبورتيس توليما وديبورتيفو كالي.

## وصلات خارجية
- دونالد ميلان على موقع قاعدة بيانات كرة القدم.إي يو (الإنجليزية)
- دونالد ميلان على موقع Soccerway.com (الإنجليزية)